# Andrena setosifemoralis
Andrena setosifemoralis är en biart som beskrevs av Wu 2000. Andrena setosifemoralis ingår i släktet sandbin, och familjen grävbin. Inga underarter finns listade i Catalogue of Life.